# Melrose (Écosse)
Pour les articles homonymes, voir Melrose.
Melrose est une petite ville de la région des Scottish Borders, en Écosse. Son nom vient du celtique mail-rhos (« prairie broutée »).
Melrose est le lieu de l’ancienne abbaye de Melrose, site supposé abriter la tombe du roi écossais Robert le Bruce. Plus tard, la ville abritera de nombreuses filatures, une industrie qui continue de prospérer dans la région.
Proche de Melrose, on trouve le fort romain de Trimontium et l’abbaye de Dryburgh.
La légende veut que le roi Arthur soit enterré sur les hauteurs de Eildon Hills qui surplombent la ville. À quelques kilomètres à l'ouest de la ville se trouve Abbotsford House, la demeure de l’écrivain Sir Walter Scott.
Melrose est le berceau du rugby à sept.

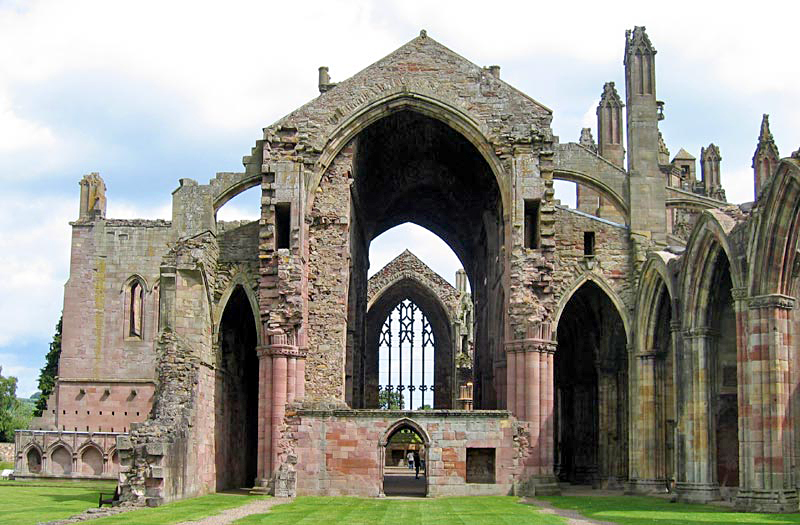
Abbaye de Melrose